# San Rafael (Bulacan)
San Rafael ist eine philippinische Stadtgemeinde in der Provinz Bulacan, in der Verwaltungsregion III, Central Luzon. Nach dem Zensus von 2015 hatte San Rafael 94.655 Einwohner, die in 34 Barangays lebten. Sie wird als Gemeinde der ersten Einkommensklasse auf den Philippinen und als teilweise urbanisiert eingestuft.
San Rafaels Nachbargemeinden sind Candaba im Nordwesten, Baliuag im Westen, San Ildefonso im Norden, Bustos und Angat im Süden und Doña Remedios Trinidad im Osten. Die Topographie der Stadt ist gekennzeichnet durch Flachländer. Der nordwestliche Teil der Gemeinde liegt in einer Senke, in der sich die Candaba-Flussmarschen ausbreiten, ein unter Ornithologen weltweit bekanntes Gebiet.

## Baranggays
| - BMA-Balagtas - Banca-banca - Caingin - Coral na Bato - Cruz na Daan - Dagat-dagatan - Diliman I - Diliman II - Capihan - Libis - Lico - Maasim - Mabalas-balas - Maguinao – Golden Bloom Orchids - Maronquillo - Paco - Pansumaloc | - Pantubig - Pasong Bangkal - Pasong Callos - Pasong Intsik - Pinacpinacan - Poblacion - Pulo - Pulong Bayabas - Salapungan - Sampaloc - San Agustin - San Roque - Talacsan - Tambubong - Tukod - Ulingao - Sapang Pahalang |

## Persönlichkeiten
- Ruperto Cruz Santos (* 1957), römisch-katholischer Bischof von Antipolo

## Weblink
- Informationen der Philippine Statistics Authority über San Rafael